# Gorley Lynch
Gorley Lynch est un hameau de la paroisse civile de Gorley, dans le parc national et le district de New Forest, dans le comté du Hampshire, en Angleterre. Situé sur l'axe South Gorley - Ogdens, on le dit aussi dans la paroisse civile de Hyde. 
La ville la plus proche est Fordingbridge qui se trouve à un peu moins de 5 km au nord-ouest du hameau.